# Keltiberisches Castrum

Siedlungsgebiete der Keltiberer: Arevaker (rot); Pelendonen (braun); Beronen (grün); Lusonen (blau); Beller (oliv); Tittier (gelb); Lobetaner (blaugrün) – in den schraffierten Gebieten waren gemischte Stammesgruppen ansässig

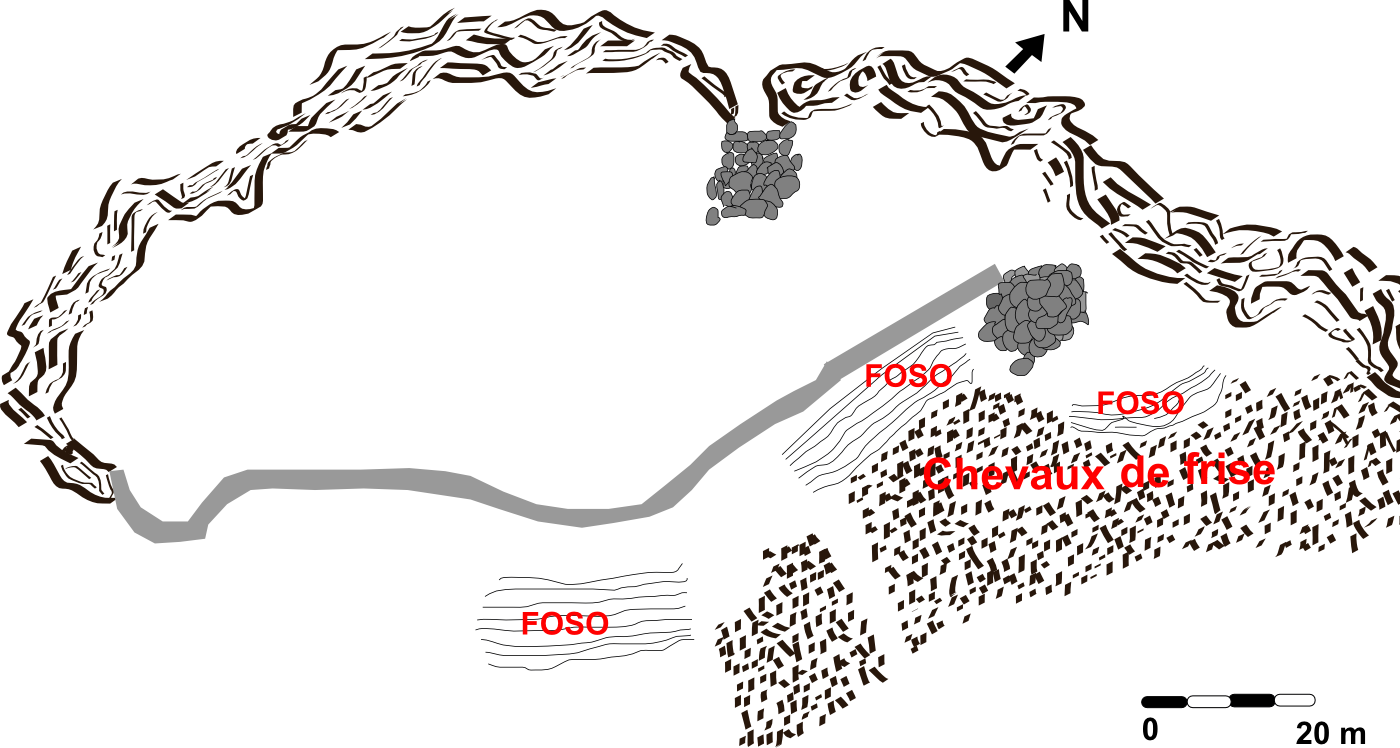
Schematische Zeichnung des Castro de Hocincavero bei Anguita, Guadalajara

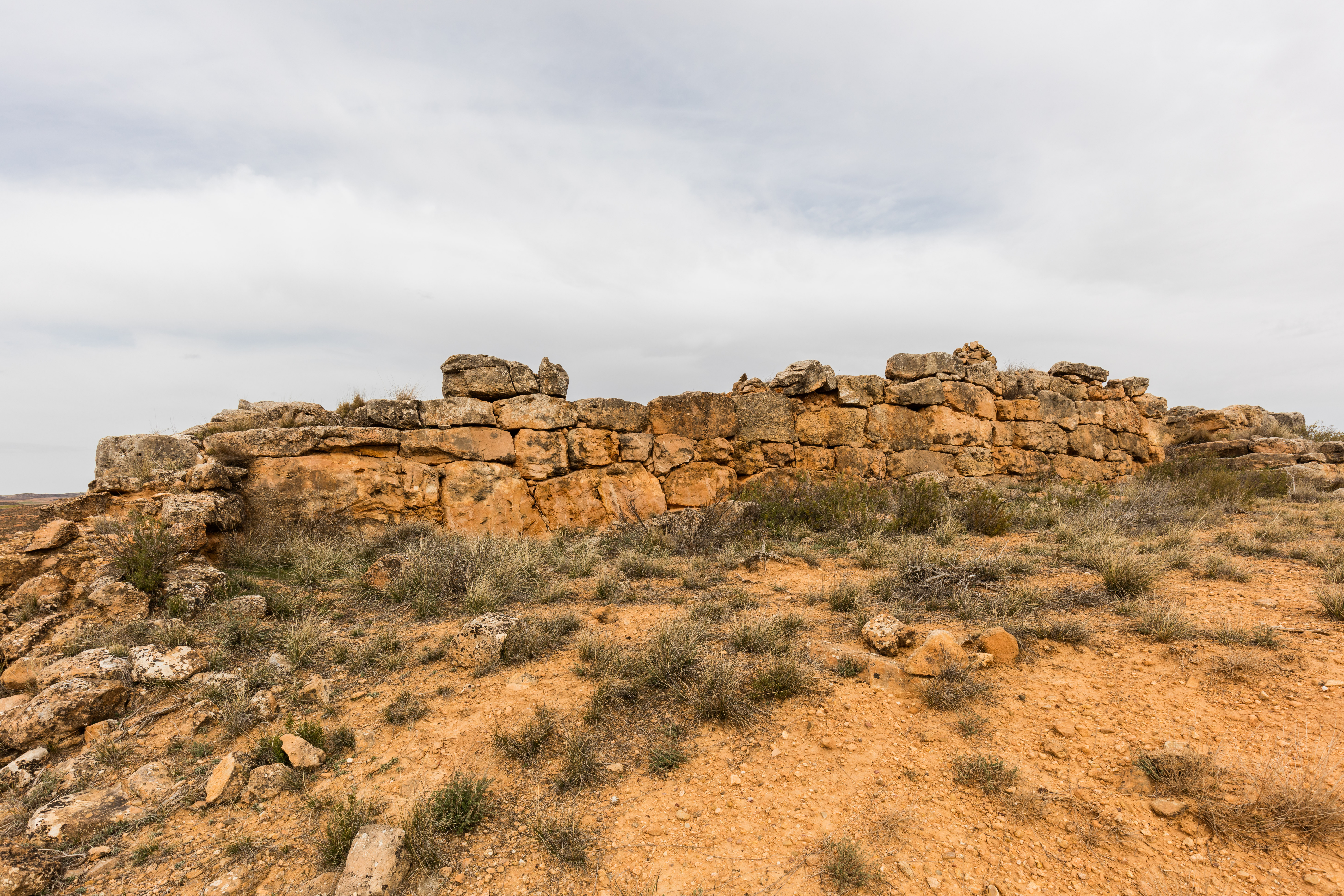
Höhenfestung bei Santa María de Huerta, Provinz Soria

Ein Keltiberisches Castrum (spanisch: Castro Celtibérico) ist eine befestigte (Höhen-)Siedlung der als Keltiberer bezeichneten Bevölkerung des 6. bis 2. Jahrhunderts v. Chr. im nördlichen Zentrum der Iberischen Halbinsel – d. h. überwiegend in den heutigen spanischen Regionen Kastilien, Aragón und Rioja.

## Funktion
Die meist auf natürlichen, teilweise auch auf aufgeschütteten Geländeerhebungen oder am Rand von Felsabhängen befindlichen keltiberischen Festungen (castra) dienten sowohl zu Verteidigungs- als auch zu Produktions-, Handels- und Wohnzwecken; auch Stallungen werden vorhanden gewesen sein. Darüber hinaus fungierten sie wohl nicht selten auch als Kontrollposten für die Handelswege.

## Geschichte
Trotz schlechter Quellenlage und nur weniger archäologischer Funde ist die Forschung sich weitgehend darin einig, dass keltiberische Stämme und Stammesgruppen (überliefert sind Beronen, Lusonen, Arevaker, Pelendonen, Beller, Tittier und Lobetaner) schon seit etwa 1000 v. Chr. in der Region der Iberischen Meseta ansässig waren. Ins historische Bewusstsein traten sie erst durch ihren jahrelangen Widerstand gegen die Römer im Keltiberischen (197–179 v. Chr.) und im Spanischen Krieg (154–133 v. Chr.). Nach der römischen Eroberung verloren die castra an Bedeutung; teilweise wurden sie wohl auch geschleift, aber wegen ihrer engumgrenzten Höhenlage nur selten überbaut.

## Architektur
Die keltiberischen castra zeigen ein breites Spektrum von Wehranlagen – manche waren von Wehrgräben umgeben, andere wurden ausschließlich durch hohe und steile Böschungen sowie meterdicke Mauern aus behauenen Steinquadern oder aus Bruchsteinen gesichert; einige boten Raum für etwa 1000 Menschen, andere hatten nur Platz für ca. 100 Personen. In vielen Fällen sind die Bauten im Innern der Anlagen (Wohnhäuser, Werkstätten, Stallungen) mit den Außenmauern verbunden, in anderen Fällen stehen sie frei. Die Hausdächer wurden oft als Wehrgänge genutzt; Mauervorsprünge sind nicht selten, doch konnte die Existenz von Wehrtürmen etc. bislang nicht zweifelsfrei ermittelt werden. In den meisten Fällen existierten nur ein oder zwei Zugänge zur Anlage.

## Nekropolen
In der Nähe einiger castra wurden größere Gräberbezirke (Nekropolen) entdeckt, was auf eine länger dauernde Besiedlungszeit hinweist.